# Rubiácea
Rubiácea là một đô thị ở bang São Paulo của Brasil. 
Đô thị này nằm ở vĩ độ 21º18'02" độ vĩ nam và kinh độ 50º43'36" độ vĩ tây, trên khu vực có độ cao 420 m. Dân số năm 2004 ước tính là 2.182 người.

## Thông tin nhân khẩu
Dữ liệu dân số theo điều tra dân số năm 2000
Tổng dân số: 2.337
- Urbana: 1.268
- Rural: 1.069
- Homens: 1.192
- Mulheres: 1.145

Mật độ dân số (người/km²): 9,86
Tỷ lệ tử vong trẻ sơ sinh dưới 1 tuổi (trên một triệu người): 10,20
Tuổi thọ bình quân (tuổi): 74,58
Tỷ lệ sinh (số trẻ trên mỗi bà mẹ): 2,22
Tỷ lệ biết đọc biết viết: 85,65%
Chỉ số phát triển con người (HDI-M): 0,781
- Chỉ số phát triển con người - Thu nhập: 0,689
- Chỉ số phát triển con người - Tuổi thọ: 0,826
- Chỉ số phát triển con người - Giáo dục: 0,829

(Nguồn: IPEADATA)
{{